# Александра Стан
Александра Йоана Стан (на румънски: Alexandra Ioana Stan) е румънска певица. Родена в Констанца, тя прави своя световен пробив със сингъла от 2010 г. „Mr. Saxobeat“, който е написан и продуциран от Марсел Продан и Андрей Немирски. Преди това те откриват Стан в караоке бар през 2009 г. и тя подписва с техния лейбъл Maan Records. „Mr. Saxobeat“ последва дебютния сингъл на певицата „Lollipop (Param Pam Pam)“ (2009), който й донася умерена слава в Румъния. „Mr. Saxobeat“ бързо постига търговски успех на местно ниво и в чужбина, достигайки номер едно в няколко страни и събирайки различни сертификати. Saxobeats, дебютният студиен албум на Стан, е издаден през август 2011 г. и включва следващите сингъли „Get Back (ASAP)“ (2011) и „Lemonade“ (2012), които имат умерен успех в Европа.
Предполагаем спор с Продан през 2013 г. и съдебно дело срещу него предшества издаването на втория албум на Стан, Unlocked, който в крайна сметка е издаден през август 2014 г. Два от неговите сингъла, „Dance“ (2014) и „Cherry Pop“ (2014), са успешни в Япония. Третият студиен албум на Стан, Alesta, е издаден през март 2016 г. и включва сътрудничество с Ина и Деди Янки върху „We Wanna“ (2015); сингълът стига до топ 60 в няколко страни. Mami, нейният четвърти албум, последва през 2018 г. Преди издаването на последния сингъл е участието на Стан в „Miami“ на Мануел Рива (2018), който достигна връх в челната десетка в Румъния и в класацията на Dance Club Songs на Billboard, нейният пети студиен албум Rainbows е издаден през 2022 г., нейният първи албум от четири години, Стан получава редица награди и номинации, включително European Border Breakers Award, Japan Gold Disc Award, MTV Europe Music Award и две румънски музикални награди. Тя също така е посочена като един от най-успешните румънски артисти заедно с Ина.

## Биография
Родена е в Констанца, Румъния на 10 юни 1989 година.. Понякога нейното име е изписвано като Alexandra Star.
Тя е най-известна (в Европа, Америка, Азия, и други континенти) с песните си „Mr. Saxobeat“ и „Get Back (ASAP)“. През 2009 г. тя записва дебютния си сингъл – „Lollipop (Param Pam Pam)“, а през 2011 издава дебютния си албум „Saxobeats“. Въпреки че „Lollipop (Param Pam Pam)“ не става хит, „Mr. Saxobeat“ става тотален хит в много държави (и България е сред тях). Песента е била № 1 в музикалните класации на Италия , Дания, Словакия, Полша, Унгария и в много други класации.

### 1989–2009: Ранен живот и началото на кариерата
Александра Йоана Стан е родена на 10 юни 1989 г. в Констанца, Румъния, в семейството на Даниела и Джордж Стан  и има сестра Андрея, която е с три години по-голяма. Бащата на Стан е работил като готвач на кораб и поради това е отсъствал през голяма част от детството й в квартал Faleză Nord, което според нея е имало голямо емоционално въздействие върху нея. През 2005 г. семейството й изпитва финансови проблеми поради влошеното здравословно състояние на баща й и се премества в общината Valu lui Traian, където Стан печели пари като сервитьорка. Тя си спомня, че е имала проблеми със самочувствието и е била тормозена от съученици, че е бедна, за което в крайна сметка е имала терапия за посттравматично стресово разстройство (ПТСР).
Проявявайки интерес към музиката от много ранна възраст, Стан учи в гимназията Traian и по-късно във факултета по мениджмънт Andrei Șaguna, но се отказва от последния в полза на музикална кариера. Публичният й певчески дебют е в румънско телевизионно шоу, когато е на 15 години. В крайна сметка тя участва в различни музикални конкурси, включително музикалния фестивал в Мамая през 2009 г. Румънските продуценти и текстописци Марсел Продан и Андрей Немирски откриват Стан през същата година в караоке бар в Констанца и тя подписва с техния звукозаписен лейбъл Maan Records. Ретроспективно, в интервю от 2021 г., Стан твърди, че договорът не зачита човешките права и е написан по начин, който позволява на Продан и Немирски да имат широк контрол над нея. Според Стан нейните упреци по този въпрос и предполагаемото недоплащане, пред което е изправена пред тях, са довели до няколко напрежения. Стан се издига до умерена слава и започва да получава резервации за концерти в Румъния с издаването на нейния дебютен сингъл „Lollipop (Param Pam Pam)“ (2009), който получава забележително радио излъчване. Бащата на Стан е участвал в управлението й в продължение на две години в началото на кариерата й.

### 2010–2014: Saxobeats, дело срещу Марсел Продан и Unlocked
През 2010 г. Стан издава своя международен пробив сингъла „Mr. Saxobeat“. Песента за първи път постига успех в Румъния, където достига номер едно в топ 100 на Румъния за осем последователни седмици. След това става световно известна, като оглавява класациите за звукозаписи в няколко други страни и продава почти един милион копия за по-малко от година. Той също така е получил различни сертификати за музикален запис, включително платинен от Асоциацията на звукозаписната индустрия на Америка (RIAA). „Mr. Saxobeat“ е част от по-широко движение, в което няколко румънски попкорн песни изживяват международен успех, насърчавайки жанра да стане мейнстрийм. На Румънските музикални награди през 2011 г. Стан и „Mr. Saxobeat“ печелят няколко награди и получават номинации. Стан също печели наградата за най-добро румънско изпълнение и е номинирана за най-добро европейско изпълнение на европейските музикални награди на MTV през 2011 г. През ноември 2020 г. „Mr. Saxobeat“ достига 200 милиона стриймвания в Spotify, което я прави най-стриймваната песен от румънски изпълнител в платформата.
След успеха на „Mr. Saxobeat“, Стан издава последващия сингъл „Get Back (ASAP)“ (2011), който постига скромен успех, достигайки топ 10 във Финландия и Румъния и топ 20 в други европейски страни. Дебютният студиен албум на певицата Saxobeats е издаден през август 2011 г. и има умерен успех в Япония и Европа. За международните постижения на Стан през 2011 г. тя печели награда European Border Breaker. Успехът й в класациите последва през 2012 г. с „Lemonade“, който получава златен сертификат в Италия. Предполагаем инцидент с насилие между Стан и Продан и произтичащ от това съдебен процес, който привлича широко медийно отразяване в Румъния, се случва през юни 2013 г. Певицата е хоспитализирана с видими натъртвания и обвинява Продан в изнудване, телесна повреда, обикновено нападение и грабеж. Докато е в музикална пауза, съвместният сингъл „Baby, It's OK“ с немската група Follow Your Instinct е издаден през август 2013 г. и се представя умерено добре в немскоговоряща Европа.
През април 2014 г. Стан издава завръщащия си сингъл „Thanks for Leaving“, който според нея е личен. Няколко наблюдатели свързват лиричното му послание с нейния насилствен инцидент с Продан. Последващият „Cherry Pop“ се превръща в най-търсената мелодия в услугата Recochoku в Япония в рамките на два часа след пускането си, а „Dance“ преживява подобен успех при пускането си. Unlocked, вторият студиен албум на Стан, е представен през август 2014 г. и е поставен под номер 21 в класациите в Япония. Стан също подписва нов договор за запис с Fonogram Records. По-късно през 2014 г. певицата изпълнява „Strong Enough“ (1999) на Шер, преведена на каталонски („Sóc forta“) за La Marato, годишно испанско благотворително събитие и също така се появява на испанския карнавал в Лас Палмас като специален гост.

### 2015–настояще: Alesta, Mami и Rainbows
През юни 2015 г. Стан издава „We Wanna“, колаборация с румънската певица Ина и пуерториканския регетон изпълнител Деди Янки. Пистата достига топ 60 в множество страни, включително Румъния, Аржентина и Италия, и получава златен сертификат в последния регион. Последващият, „I Did It, Mama!“, достига челната десетка в родната й страна. Уолт Дисни се обръща към Стан през същата година и тя е наета да озвучи Ингер в румънската версия на Atlantis: Milo's Return. Третият студиен албум на певицата Alesta е издаден през март 2016 г. и — подкрепен от турне в Япония — дебютира под номер 34 в класацията за албуми на Oricon. По-късно същата година Стан прави своя моден дебют с гама от дрехи само за Япония, наречена Alesta X Bershka. Тя също се присъединява към супергрупата G Girls заедно с Антония, Ина и Лори за сингъла „Call the Police“, който е успешен в Полша  и стартира свой собствен лейбъл Alexandra Stan Records.
През 2017 г. Стан записва „Favorite Game“ за саундтрака на японския филм Miko Girl. Премиерата на филма е по време на 30-ия Международен филмов фестивал в Токио през октомври 2017 г., където Стан се появява на червения килим с актьорския състав и екипа. През април 2018 г. Стан издава четвъртия си студиен албум, който е озаглавен Mami и достига номер 119 в Япония. Тя също участва с гостуващи вокали в песента на Maнуел Рива „Miami“, която достига челната десетка в класацията на US Dance Club Songs; това е първото появяване на Стан в класация на американския Билборд след „Mr. Saxobeat“ от 2011 г. Той също така достига челната десетка в Румъния. Певицата открива фестивала Neversea 2018, който избира „Мiami“ за свой химн.
През юни 2019 г., след няколко месеца, прекарани в Съединените щати, Стан издава „I Think I Love It“, първият й сингъл като водещ изпълнител от повече от година след „Mami“ (2018). Тя желае да разшири музикалната си кариера в гореспоменатата територия и също обмисля да се впусне в актьорството, но се връща в Румъния поради лични проблеми и здравословното състояние на баща си. Стан подписва договори за звукозапис с Universal Music Romania и MediaPro Music, а сингъла „Obsesii“ постига успех в Румъния, достигайки номер 12 в местната класация Airplay 100 през юни 2020 г. От септември до октомври 2020 г. певицата се появява като състезател в риалити състезанието по пеене Maскираният певец Румъния. Тя също се появява във втория сезон на риалити шоуто Сървайвър Румъния в опит да „открие себе си“, но скоро е евакуирана по медицински причини. Нейният пети студиен албум, Rainbows, е разкрит за първи път в интервю през септември 2020 г. и в крайна сметка е издаден на 29 април 2022 г.

## Артистичност и музикален стил
Когато е интервюирана на European Border Breakers Awards през 2012 г., Стан казва, че различните националности в родния й град Констанца са повлияли на музиката й. В друго интервю тя посочва Майкъл Джексън, Мадона, Адел, Риана, Дейвид Гета, Сия и Роби Уилямс като влиятелни лица. Първият студиен албум на Стан Saxobeats включва hi-NRG, денс, електронна, хаус и евроденс музика, като в някои песни е използван саксофон. Стан изразява интереса си към инструмента, който често се използва в нейния регион. Използването му в нейните песни се е превърнало в неин характерен „саксобийт“ звук.
Unlocked има елементи от денс, техно, поп и R&B, което един музикален критик описва като еволюция в нейната артистичност. Албумът включва и „Thanks for Leaving“, която е първата балада в кариерата на Стан. „Cherry Pop“, който се появява в същия албум, използва J-pop стил. В интервю от 2018 г. Стан описва съдържанието на първите си четири студийни албума: „Всеки албум представлява етап от живота ми като жена. В Saxobeats показах моята бунтарска страна, типична за тийнейджъри, отиващи към зрялост, в Unlocked преоткрих и отново се разкрих пред публиката чрез текстовете на песните, на Alesta исках да дам на феновете си песни, на които да се забавляват, а [на Mami] мога да кажа, че се чувствам най-женствената досега.“

## Публичен имидж и личен живот
Стан, заедно с Ина, е определяна като един от най-успешните и най-добре платени румънски артисти. Стан често получава медийно внимание заради провокативните си публични изяви и фотографски снимки. Музикалното видео към "I Did It, Mama!", което е пуснато през 2015 г., включва сцена, в която тя и фонова танцьорка симулират сексуални действия, което румънският Cancan и Click! със спекулирани публикации може да са довели до забрана на видеото в Румъния. През декември 2019 г. противоречиви кадри на Стан, която похотливо танцува гола, се появяват онлайн, като певицата скоро след това се извинява и изтрива видеото, като казва, че е било споделено по погрешка. Стан е открита за нейните сексуални практики и разкрива, че е експериментирала с групов и лесбийски секс; освен това тя заявява, че понякога изпитва бисексуални чувства.
Стан е родена само с един бъбрек и е получила лечение за възлите, които е имала на гласните си струни в началото на кариерата си. Стан заявява, че вярва в Бог и има свои собствени религиозни принципи, описвайки себе си като нетрадиционна християнка. През годините Стан е живяла в различни градове, включително Констанца, Лос Анджелис, Санта Моника и Букурещ. На 16-годишна възраст певицата има едномесечна романтична връзка с румънския актьор и звукозаписен артист Дориан Попа, но връзката се разпада поради предполагаема изневяра. Тя също има краткотрайна връзка със собственика на бара, в който работи като сервитьорка в младостта си във Валу луй Траян.
По време на съдебното дело на Стан срещу Марсел Продан, той и други свидетелстват, че тя е имала повече от професионални отношения с него; Първоначално Стан отрича тези твърдения, но в крайна сметка признава връзката им. В интервю от 2022 г. тя разкрива, че депресивните мисли са я накарали да се опита да се самоубие два пъти през този период от време. От 2014 г. до 2019 г. Стан има връзка с Богдан Стъруяла  и също така излиза с Богдан Драгичи за няколко месеца от ноември 2020 г.  През юли 2021 г. тя разкрива на обществеността, че се е омъжила за годеника си Емануел около два месеца по-рано, на 24 април. Стан обявява раздялата им през октомври 2021 г. Малко след развода си, Стан започва да се среща с певеца и музикален продуцент Алекс Паркър. Двамата прекратяват връзката си след петмесечна връзка.

## Дискография

### Студийни албуми
- Saxobeats (2011)
- Unlocked (2014)
- Alesta (2016)
- Mami (2018)
- Rainbows (2022)

### Преиздадени албуми
- Cliché (Hush Hush) (2013)

### Ремикс албуми
- Alexandra Stan Mix Exceptional (2016)
- Alesta: The Remix + (2016)

### Компилационни албуми
- The Best (2018)

### ЕP
- Get Back (ASAP) // Mr. Saxobeat (2011)
- The Best Singles EP (2012)
- Come Into My World (2023)

### Сингли
- Lollipop (Param Pam Pam) (2009)
- Mr. Saxobeat (2010)
- Get Back (ASAP) (2011)
- 1.000.000 (с участието на Calprit) (2011)
- Lemonade (2012)
- Cliche Hush Hush (2012)
- Thanks For Leaving (2014)
- Cherry Pop (2014)
- Dance (2014)
- Give Me Your Everything (2014)
- Vanilla Chocolat (с участието на Connect-R) (2014)
- We Wanna (2015)
- I Did It, Mama (2015)
- Balans (с участието на Mohombi) (2016)
- Ecoute (с участието на Havana) (2016)
- Step It Up (2016)
- Coco Banana (2016)
- La Fuega (2016)
- Boom Pow (2016)
- Alone (2016)
- Get What You Give (2016)
- 9 Lives (с участието на Jahmmi) (2016)
- Boy Oh Boy (2017)
- Noi 2 (2017)
- Miami (2018)